# Eeyou Istchee

Eeyou Istchees läge i Québec.

Eeyou Istchee, även Iyyu-Isci (cree för "Creefolkets stora råd"; Grand Council of the Crees på engelska, Grand Conseil des Cris på franska), är en politisk entitet som representerar creefolket i Nord-du-Québec gentemot Québecs provinsregering och Kanadas federala regering. Eeyou Istchee utgör också en sekundärkommun för de 16 357 invånarna i creebyarna i Nord-du-Québec. Rådet har tjugo medlemmar: en överhövding och en vice överhövding som väljs av alla invånare i creebyarna gemensamt, de lokalt valda hövdingarna i de nio creebyarna, samt ytterligare en representant från varje by. Rådets huvudkontor finns i Nemaska, men det har också kontor i Montréal och Ottawa.

## Historia
Rådet bildades 1974 som en konsekvens av vattenkraftkonflikten vid James Bay, som hade pågått sedan 1971. När James Bay-projektet presenterades styrdes cree av en traditionell politisk struktur där landet var uppdelat i familjejaktmarker som leddes av varsin outchimau (jaktledare). Syftet med rådet var att representera cree och deras rättigheter vid förhandlingar med Québecs och Kanadas regeringar, vilket ledde till Convention de la Baie-James et du Nord québécois i november 1975.
Några dagar före folkomröstningen om Québecs självständighet 30 oktober 1995 såg Eeyou Istchee till att en folkomröstning hölls i creebyarna om huruvida de skulle stanna kvar i Kanada om Québec förklarade sig självständigt. Mer än 96 % av de deltagande väljarna röstade för att upprätthålla anslutningen till Kanada.

## Eeyou Tapayatachesoo
Eeyou Tapayatachesoo (cree för "Creefolkets regionmyndighet"; Cree Regional Authority på engelska och Administration régionale crie på franska), som bildades 1978, fungerar som en myndighet för creefolket i Québec och ger service till de nio creebyarna. Eeyou Tapayatachesoo är ansvarigt för miljöskydd och är creefolkets legala företrädare gentemot provins- och federationsmyndigheter. Eeyou Tapayatachesoo är juridiskt en enhet som är skild från Eeyou Istchee, men de har samma medlemmar, styrelse och styrning, och fungerar i praktiken som en organisation.

## Ingående creebyar
- Chisasibi
- Eastmain
- Mistissini
- Nemaska
- Oujé-Bougoumou
- Waskaganish
- Waswanipi
- Wemindji
- Whapmagoostui